# Raimondo D’Inzeo

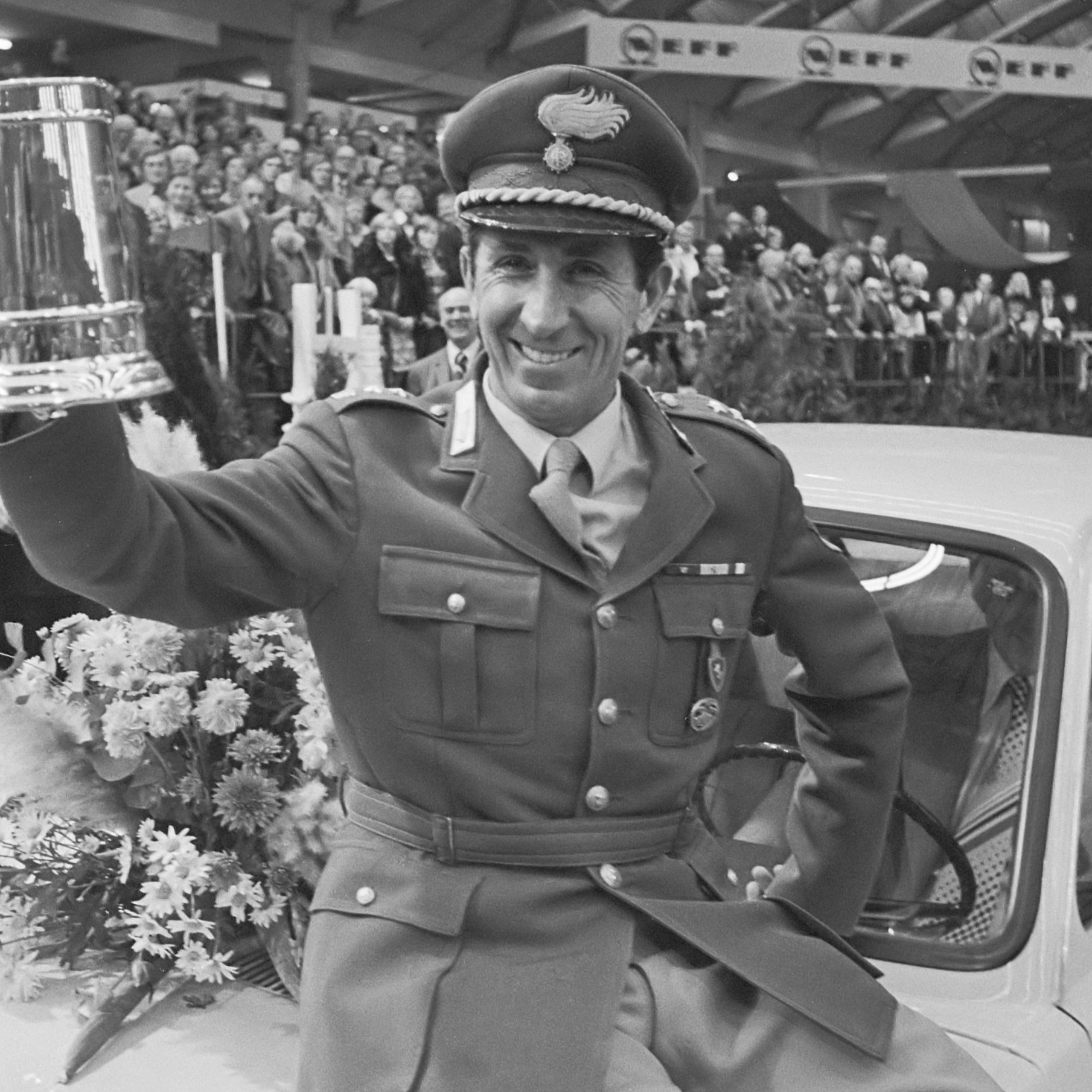
Raimondo D’Inzeo (1976)

Raimondo D’Inzeo (* 2. Februar 1925 in Poggio Mirteto, Italien; † 15. November 2013 in Rom) war ein erfolgreicher italienischer Springreiter, der von den späten 1940ern bis in die späten 1970er Jahre aktiv war.

## Leben
Er war Olympiasieger und zweifacher Weltmeister. Zusammen mit seinem Bruder Piero war er der erste Sportler, der an acht Olympischen Spielen, durchgängig von 1948 bis 1976, teilgenommen hat. Damit zählt er bis heute zu den Sportlern mit den meisten Olympiateilnahmen überhaupt.
Als Offizier der italienischen Carabinieri zu Pferde ritt er auf Turnieren stets in deren Uniform.

## Erfolge
- Olympische Spiele
  - 1956 in Stockholm: Silbermedaille Mannschaft, Silbermedaille Einzel auf Merano
  - 1960 in Rom: Bronzemedaille Mannschaft, Goldmedaille Einzel auf Posillipo
  - 1964 in Tokio: Bronzemedaille Mannschaft auf Posillipo
  - 1972 in München: Bronzemedaille Mannschaft auf Fiorello II
- Weltmeisterschaft
  - 1955 in Aachen: Silbermedaille Einzel auf Merano
  - 1956 in Aachen: Goldmedaille Einzel auf Merano
  - 1960 in Venedig: Goldmedaille Einzel auf Gowran Girl
  - 1966 in Buenos Aires: Bronzemedaille auf Bowjak

## Belege
1. ↑  Italienischer Springreit-Olympiasieger D'Inzeo gestorben (Memento vom 15. November 2013 im Internet Archive), abgerufen am 16. November 2013

| Personendaten    | Personendaten              |
| ---------------- | -------------------------- |
| NAME             | D’Inzeo, Raimondo          |
| KURZBESCHREIBUNG | italienischer Springreiter |
| GEBURTSDATUM     | 2. Februar 1925            |
| GEBURTSORT       | Poggio Mirteto, Italien    |
| STERBEDATUM      | 15. November 2013          |
| STERBEORT        | Rom                        |